# Zakaria Labyad
Zakaria Labyad (né le 9 mars 1993 à Utrecht, aux Pays-Bas), est un footballeur international marocain, qui évolue au poste de milieu de terrain au Yunnan Yukun. Il possède également la nationalité néerlandaise.
Formé au PSV Eindhoven, il remporte la Coupe des Pays-Bas dans la saison 2011-2012 et joue la saison qui suit avec le Sporting Portugal, club avec lequel il ne s'imposera pas en tant que titulaire. Il est prêté pendant deux saisons au Vitesse Arnhem, réalisant de belles prestations mais sans trouver de place en tant que titulaire. Le Sporting Portugal prête de nouveau le joueur au Fulham FC où il ne jouera que très peu. En 2017, le FC Utrecht achète Labyad et titularise le joueur dans tous les matchs. Dans ce club, le joueur se révélera aux côtés de Yassin Ayoub et se verra transféré dans le prestigieux club de l'Ajax Amsterdam pour la saison 2018-19.
Après avoir honoré plusieurs fois l'équipe des Pays-Bas des jeunes entre 2008 et 2010, le joueur tranchera définitivement en faveur du Maroc en 2011.

## Biographie

### Carrière en club

#### Débuts au PSV Eindhoven (2009-2012)

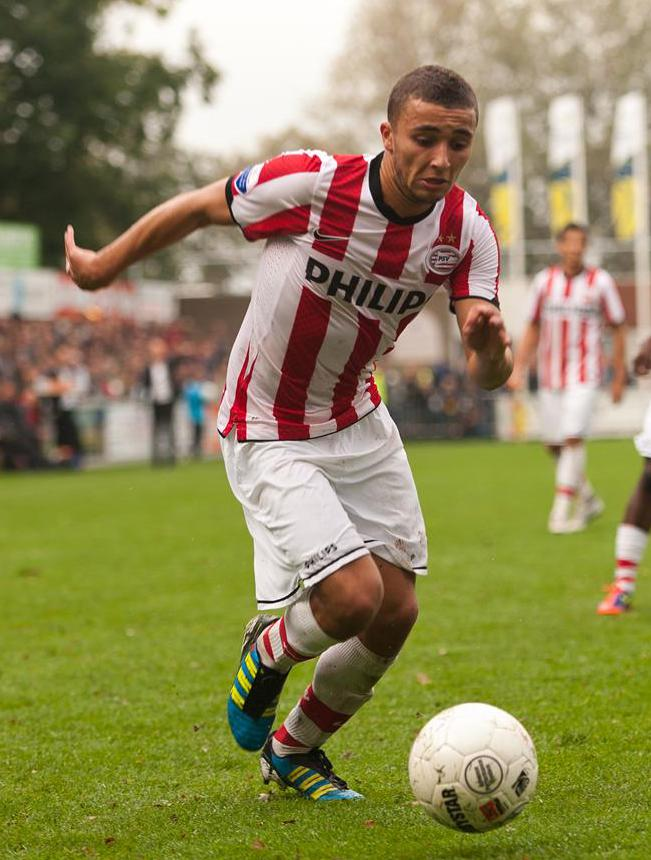
Labyad sous le maillot du PSV Eindhoven en 2011.

Zakaria Labyad naît à Utrecht aux Pays-Bas de parents marocains originaires de Zeghanghane dans la province de Nador. Comme beaucoup de footballeurs, il apprend à jouer au foot dans son quartier à Utrecht. Étant un grand fan du club du FC Utrecht, il se rend quotidiennement au Stade Galgenwaard pour voir jouer son idole qu'était Dirk Kuyt. Lors d'une journée d'événement organisé par le club du FC Utrecht, il fut appelé pour jouer avec le club amateur du USV Elinkwijk. Ayant fait bonne impression aux entraîneurs du club John Veldman et Ali Afellay (grand frère de Ibrahim Afellay), il commencera sa carrière de footballeur dans ce club amateur en tant que gardien de but. Après plusieurs entraînements, l'entraîneur fera le choix de le faire jouer en tant que milieu de terrain. Ali Afellay présentera Labyad au grand club du PSV Eindhoven mais le club n'a pas eu d'intérêts en lui. Il finira quelques années plus tard, en 2004, à être testé dans le club d'Eindhoven. Il fera ses débuts dans l'académie du PSV Eindhoven aux côtés d'Ibrahim Afellay et Youness Mokhtar, évoluant avec Zakaria Labyad dans le même club comme dans la même sélection des Pays-Bas -15 ans en 2008. 
Il fait sa première apparition en équipe première le 25 février 2010 en entrant en fin de match en Ligue Europa face à Hambourg SV. Après 19 apparitions toutes compétitions confondues durant les saisons 2009-2010 et 2010-2011 dans laquelle il remportera la Coupe des Pays-Bas, Labyad s'impose en tant que titulaire lors de la saison 2011-2012 durant laquelle il prend part à 48 matchs et marque 13 buts. À la suite d'un problème de prolongation de son contrat lors de la saison 2011-2012, le joueur sera mis parmi les joueurs en départ du club. Malgré cela, le PSV Eindhoven convoquera quand même l'international marocain pour prendre part à un entraînement avec l'équipe A. Ce dernier refusera de rejoindre l'équipe du PSV Eindhoven, postant sur Twitter une photo où il est sur son lit. Un jour après, le club du Sporting Portugal révélera publiquement l'arrivée de Zakaria Labyad au sein du club portugais.

#### Départ vers le Sporting Portugal (2012-2016)
Au début d'avril 2012, Labyad signe un contrat de cinq ans en faveur du Sporting Portugal, le transfert prenant effet le 1er juillet. Le média néerlandais PowNed révélera que le père de Zakaria, Mohamed Labyad était devenu après le transfert de son fils au Portugal, millionnaire en euros. 
Il dispute son premier match officiel sous les couleurs du Sporting le 19 août 2012 sur la pelouse du Vitória SC à Guimarães. Le 7 décembre 2012, il inscrit son premier but avec le Sporting, en Ligue Europa contre le club hongrois de Videoton (victoire 2 à 1 du Sporting). Le 13 janvier 2013, il inscrit son premier but dans le championnat portugais sur la pelouse du SC Olhanense (victoire 2 à 0 du Sporting), ouvrant le score dès la 3e minute d'une belle frappe de l'extérieur de la surface. Homme du match, il délivra également une passe décisive dans cette rencontre. Voulant retourner au PSV Eindhoven pour le manque de temps de jeu au Sporting Portugal, le club néerlandais refusera la demande de Zakaria. En fin de saison, le joueur sera courtisé par le FC Porto.

#### Prêt au Vitesse Arnhem (2013-2015)
La saison 2013-2014 est plus compliquée pour Labyad. Assez décevant lors de sa première saison, il refuse de baisser son important salaire, et est ainsi placé immédiatement sur la liste des transferts, et passe la première partie de saison écarté de l'équipe première. Au mois de janvier, il est prêté pour une durée d'un an et demi au club de Vitesse Arnhem aux Pays-Bas. Le 10 mars 2014, il marque son premier but face à NAC Breda. Une semaine plus tard, il marque son deuxième but face à son ancienne équipe le PSV Eindhoven en offrant l’égalisation. Et le 3 mai 2014, il marque son dernier but de la saison face à FC Utrecht en offrant aussi l'égalisation. Le 16 août 2014 lors de sa deuxième saison avec le Vitesse, il marque un doublé face à Cambuur Leeuwarden lors de la deuxième journée du Championnat des Pays-Bas. Le premier but il égalise et le deuxième but il offre la victoire mais pas pour longtemps puisque le match termine par un nul (2-2). Le 18 décembre, lors d'un match de la KNVB Beker face à l'Ajax Amsterdam à l'Amsterdam Arena, il marque le deuxième but de la rencontre d'une frappe extraordinaire de 25 métrés qui touche la barre transversale où son équipe sortira vainqueur sous un score lourd (4-0) pour se qualifier pour les quarts de finale de la coupe des Pays-Bas. Le 31 mai, avant de quitter le Vitesse Arnhem, il marque le quatrième but de la rencontre face au SC Heerenveen lors des qualifications de la Ligue Europa et se qualifie en remportant le match 5-2.

#### Retour au Sporting et prêt au Fulham FC (2015-2016)
Dès la fin du prêt avec le Vitesse Arnhem, Labyad revient au Sporting Portugal lors de l'arrivée du nouvel entraîneur, Jorge Jesus qui a insisté sur le retour de Labyad en lui promettant plus de temps de jeu. Le joueur finira par être relégué en équipe B, évoluant en deuxième division portugaise. Il sera titularisé lors de 14 matchs et marquera 3 buts. Après être passé de l'Eredivisie au deuxième division portugaise, le joueur réclamera vouloir quitter le club le plus vite possible. 
Le premier février 2016, le joueur sera une nouvelle fois prêté pour une demi-saison avec le Fulham FC, club évoluant en Championship. La joie du jeune Zakaria Labyad, ayant comme objectif de prouver son talent lors de cette mi-saison 2015-16, sera de courte durée vu qu'il montera sur le terrain seulement deux fois en 5 mois. 

#### FC Utrecht, la renaissance de Labyad (2017-2018)

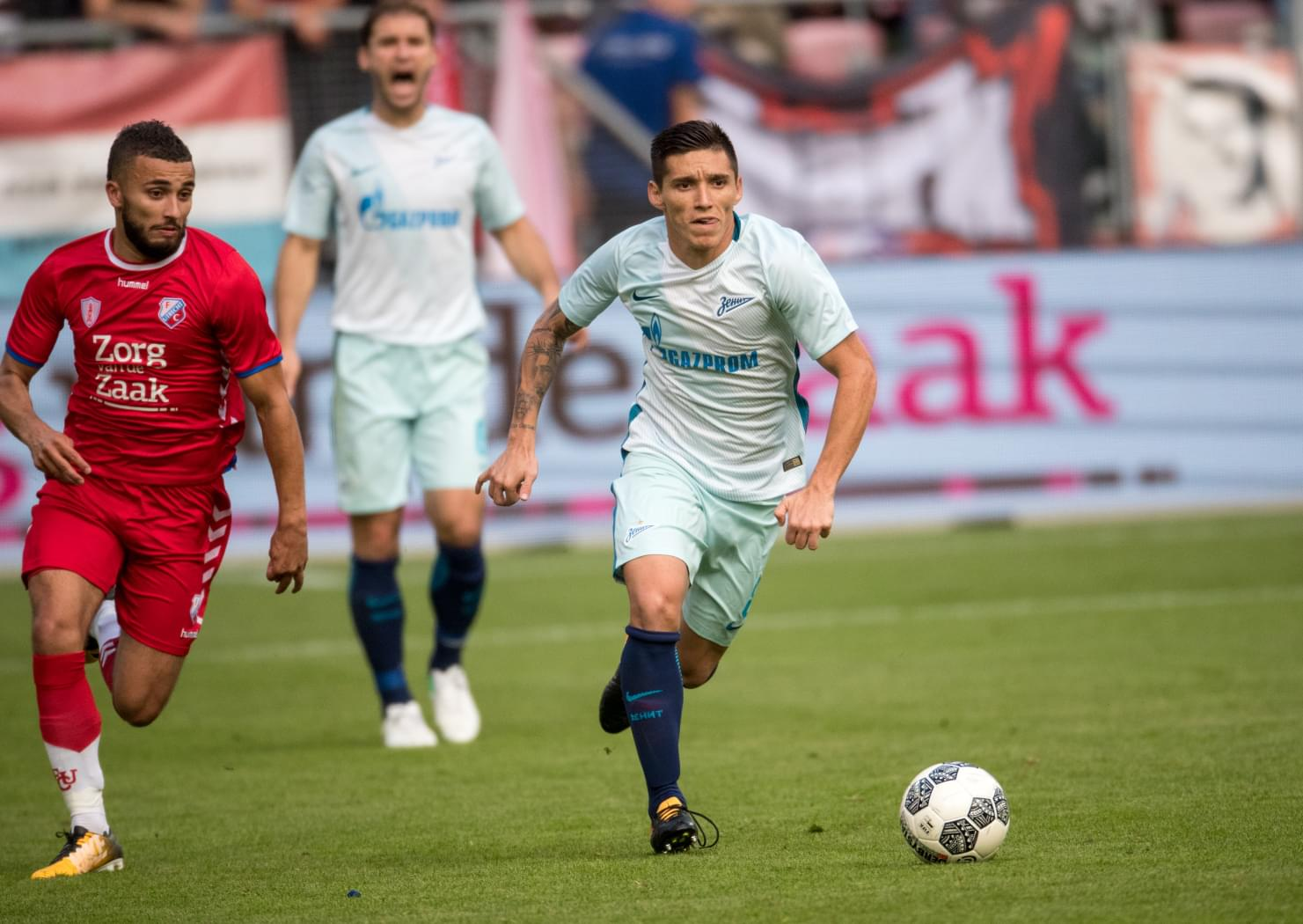
Labyad en duel face au Zenith en 2017.

Après avoir passé une demi-année sans club, Labyad signe le 4 janvier 2017 un contrat jusqu'en 2022 au sein du club du FC Utrecht évoluant en Eredivisie. Il retrouvera dans ce club son ex-entraîneur du PSV Eindhoven, Erik Ten Hag ayant une grande confiance envers le jeune néerlando-marocain. Zakaria renaîtra dans le championnat néerlandais en étant titularisé à chaque match de championnat ainsi que de la Coupe des Pays-Bas. Il jouera la Ligue Europa avec le FC Utrecht lors de la saison 2017-18.
A l'occasion de son premier match avec le FC Utrecht, il rentre en jeu en janvier 2017 à la 116ème minute en remplaçant Wout Brama dans un match de la Coupe des Pays-Bas face au Cambuur Leeuwarden. Le 18 mars 2017, titularisé dans un match formant un trio Yassin Ayoub - Zakaria Labyad - Sofyan Amrabat, il marque son premier but avec le FC Utrecht dans un match de championnat face au NEC Nimègue sur une passe décisive de Gyrano Kerk. Après avoir terminé la saison 2017-18 sur un nombre de 40 matchs et 19 buts, le joueur attirera l'intérêt de plusieurs clubs comme le PSV Eindhoven, l'Ajax Amsterdam ou encore Arsenal et aura même interpellé l'entraîneur français Hervé Renard avec lequel il sera convoqué pour deux matchs amicaux avec le Maroc face à la Serbie et l'Ouzbékistan en mars 2018. Le 19 mai 2018, Zakaria Labyad jouera son dernier match avec le FC Utrecht, notamment face au Vitesse Arnhem (défaite, 1-2).

#### Ajax Amsterdam (depuis 2018)
En mai 2018, Zakaria Labyad signe un contrat de 4 ans avec l'Ajax Amsterdam pour un montant de 6 millions d'euros. Il retrouvera encore une fois son ex-entraîneur du PSV Eindhoven et du FC Utrecht, Erik Ten Hag arrivé au club au début de 2018. Il évoluera avec l'Ajax Amsterdam en tant qu'ailier gauche. Le 7 août 2018, Zakaria Labyad fait ses débuts officiels avec l'Ajax Amsterdam face au Standard de Liège en remplaçant Hakim Ziyech à la 73e minute (match nul, 2-2).
A l'occasion de sa première titularisation en match officiel, il est titularisé par Erik ten Hag pour prendre part au premier match de l'Ajax en KNVB Beker. Il marquera dans ce match ses deux premiers buts face au HVV Te Werve (victoire, 0-7). Le joueur, pensant décrocher une place parmi les titulaires, avec le départ (annulé) de son coéquipier Hakim Ziyech, se verra commencer chaque match sur le banc lors de la saison 2018-19.
Zakaria Labyad profite de la blessure de David Neres en fin d'année 2019 pour des places de titulaires en Eredivisie et en Ligue des champions. Il marque son premier but de la saison 2019-2020 face au Heracles Almelo.
Le 18 avril 2021, à l'occasion de la finale de la Coupe des Pays-Bas, Zakaria Labyad commence le match sur le banc face au Vitesse Arnhem. Il remporte pour la deuxième fois la Coupe des Pays-Bas après une victoire de son équipe sur le score de 2 à 1 au Stade Feijenoord. Le 2 mai 2021, il remporte officiellement le titre des Pays-Bas après une victoire de 4-0 contre le FC Emmen. Lors de ce match, Zakaria Labyad est gardé sur le banc pendant 90 minutes, mais fête tout-de-même le sacre avec ses coéquipiers à la Johan Cruyff Arena.
Le 16 mai 2021, il dispute son dernier match sous le maillot ajacide contre le Vitesse Arnhem en entrant en jeu à la 85e minute à la place de Dušan Tadić (victoire, 1-3). Il termine la saison à la première place du championnat avec 88 points devant le PSV Eindhoven (72 points) et l'AZ Alkmaar (71 points). Il comptabilise un nombre de 28 matchs disputés dont 21 en championnat, cinq en Ligue Europa et deux en Coupe des Pays-Bas.

### Sélection nationale

#### Entre le Maroc et les Pays-Bas
Après avoir porté le maillot des Pays-Bas en moins de 17 ans, Zakaria Labyad opte pour la nationalité sportive marocaine. D'abord convoqué en équipe du Maroc espoirs, il est sélectionné pour la première fois par Pim Verbeek dans l'équipe du Maroc olympique en juillet 2010.

#### Maroc

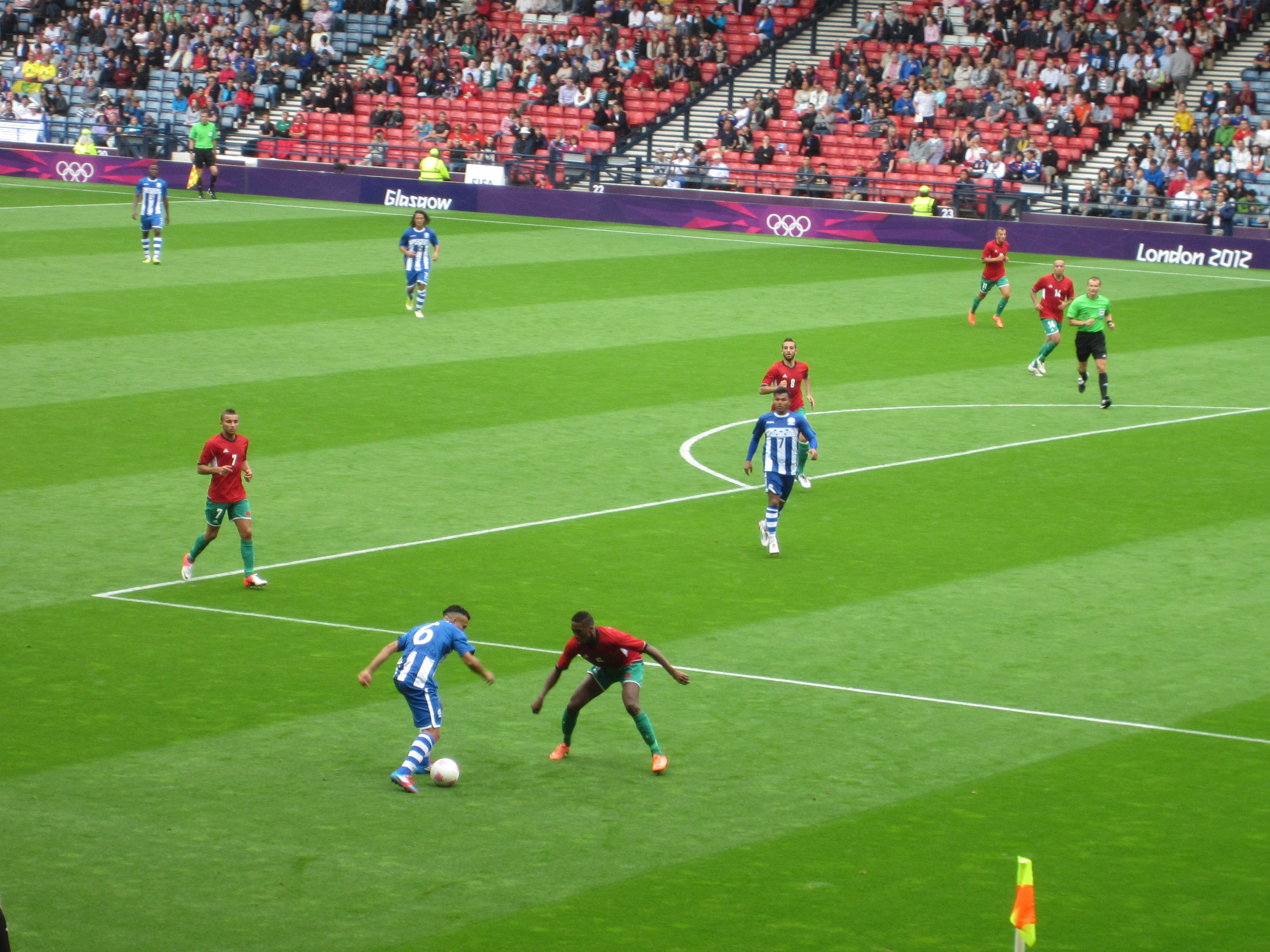
Labyad (à gauche en rouge) lors du match face au Honduras lors des Jeux olympiques 2012.

Le 29 février 2012, Labyad honore sa première sélection en A à l'occasion du match amical face au Burkina Faso (victoire 2-0). 
Convoqué avec l'équipe du Maroc pour le tournoi masculin de football aux Jeux olympiques de 2012, Labyad se distingue dès le premier match en délivrant une passe à Abdelaziz Barrada et en marquant face au Honduras le 26 juillet (2-2). Il termine avec le Maroc olympique avec 7 buts en 9 matchs et 2 passes décisives.
Deux ans après, convoqué par Badou Zaki, il figure dans la liste des 24 sélectionnés des Lions de l'Atlas pour affronter le Bénin pour un match amical qui s'est terminé sur un large score de 6-1 en faveur du Maroc où il a été l'auteur de 2 passes décisives. Pré-sélectionné par Hervé Renard pour prendre part à la Coupe du monde 2018, le joueur ne sera finalement pas retenu dans la liste finale, contrairement à ses coéquipiers Hakim Ziyech et Noussair Mazraoui (réserviste).

### Sélections en équipe nationale
1. 29/02/2012 Maroc - Burkina Faso Marrakech 2 - 0 Amical
2. 14/08/2013 Maroc – Burkina Faso Tanger 1 - 2 Amical
3. 13/11/2014 Maroc – Bénin Agadir 6 - 1 Amical
4. 16/11/2014 Maroc - Zimbabwe Agadir 2 - 1 Amical
5. 28/03/2015 Maroc – Uruguay Agadir 0 - 1 Amical
6. 27/03/2018 Maroc – Ouzbékistan Casablanca 2 - 0 Amical

## Statistiques

### Statistiques
| Saison                | Club                  | Championnat           | Championnat | Championnat | Championnat | Coupe(s) nationale(s) | Coupe(s) nationale(s) | Coupe(s) nationale(s) | Compétition(s) continentale(s) | Compétition(s) continentale(s) | Compétition(s) continentale(s) | Compétition(s) continentale(s) | Autres compétitions | Autres compétitions | Autres compétitions | Autres compétitions | Maroc | Maroc | Maroc | Total | Total | Total |
| Saison                | Club                  | Division              | M.          | B.          | P.d.        | M.                    | B.                    | P.d.                  | Comp.                          | M.                             | B.                             | P.d.                           | Comp.               | M.                  | B.                  | P.d.                | M.    | B.    | P.d.  | M.    | B.    | P.d.  |
| 2009-2010             | PSV Eindhoven         | Eredivisie            | 6           | 2           | 0           | 0                     | 0                     | 0                     | C3                             | 1                              | 0                              | 0                              | -                   | -                   | -                   | -                   | -     | -     | -     | 7     | 2     | 0     |
| 2010-2011             | PSV Eindhoven         | Eredivisie            | 7           | 0           | 1           | 3                     | 0                     | 0                     | C3                             | 2                              | 1                              | 0                              | -                   | -                   | -                   | -                   | -     | -     | -     | 12    | 1     | 1     |
| 2011-2012             | PSV Eindhoven         | Eredivisie            | 32          | 6           | 7           | 6                     | 4                     | 5                     | C3                             | 10                             | 2                              | 4                              | -                   | -                   | -                   | -                   | 1     | 0     | 0     | 49    | 12    | 16    |
| Sous-total            | Sous-total            | Sous-total            | 45          | 8           | 8           | 9                     | 4                     | 5                     | -                              | 13                             | 3                              | 4                              | -                   | -                   | -                   | -                   | 1     | 0     | 0     | 68    | 15    | 17    |
| 2012-2013             | Sporting Portugal     | Primeira Liga         | 19          | 2           | 3           | 2                     | 0                     | 0                     | C3                             | 6                              | 1                              | 0                              | -                   | -                   | -                   | -                   | -     | -     | -     | 27    | 3     | 3     |
| 2015-2016             | Sporting Portugal     | Primeira Liga         | 11          | 3           | 2           | 0                     | 0                     | 0                     | C1+C3                          | 0                              | 0                              | 0                              | -                   | -                   | -                   | -                   | -     | -     | -     | 11    | 3     | 2     |
| 2015-2016             | Sporting Portugal     | Primeira Liga         | 14          | 3           | 0           | -                     | -                     | -                     | -                              | -                              | -                              | -                              | -                   | -                   | -                   | -                   | -     | -     | -     | 14    | 3     | 0     |
| Sous-total            | Sous-total            | Sous-total            | 44          | 8           | 5           | 2                     | 0                     | 0                     | -                              | 6                              | 1                              | 0                              | -                   | -                   | -                   | -                   | -     | -     | -     | 52    | 9     | 5     |
| 2013-2014             | Vitesse Arnhem (prêt) | Eredivisie            | 16          | 3           | 0           | 0                     | 0                     | 0                     | -                              | -                              | -                              | -                              | PO                  | 2                   | 0                   | 0                   | 1     | 0     | 0     | 19    | 3     | 0     |
| 2014-2015             | Vitesse Arnhem (prêt) | Eredivisie            | 29          | 8           | 4           | 2                     | 1                     | 0                     | -                              | -                              | -                              | -                              | PO                  | 4                   | 1                   | 1                   | 3     | 0     | 2     | 38    | 10    | 7     |
| Sous-total            | Sous-total            | Sous-total            | 45          | 11          | 4           | 2                     | 1                     | 0                     | -                              | -                              | -                              | -                              | -                   | 6                   | 1                   | 1                   | 4     | 0     | 2     | 57    | 13    | 7     |
| 2015-2016             | Fulham                | Championship          | 2           | 0           | 0           | -                     | -                     | -                     | -                              | -                              | -                              | -                              | -                   | -                   | -                   | -                   | -     | -     | -     | 2     | 0     | 0     |
| Sous-total            | Sous-total            | Sous-total            | 2           | 0           | 0           | -                     | -                     | -                     | -                              | -                              | -                              | -                              | -                   | -                   | -                   | -                   | -     | -     | -     | 2     | 0     | 0     |
| 2016-2017             | FC Utrecht            | Eredivisie            | 18          | 3           | 3           | 1                     | 0                     | 0                     | -                              | -                              | -                              | -                              | -                   | -                   | -                   | -                   | -     | -     | -     | 19    | 3     | 3     |
| 2017-2018             | FC Utrecht            | Eredivisie            | 32          | 15          | 9           | 1                     | 1                     | 0                     | C3                             | 6                              | 2                              | 1                              | -                   | -                   | -                   | -                   | 1     | 0     | 0     | 40    | 18    | 10    |
| Sous-total            | Sous-total            | Sous-total            | 50          | 18          | 12          | 2                     | 1                     | 0                     | -                              | 6                              | 2                              | 1                              | -                   | -                   | -                   | -                   | 1     | 0     | 0     | 59    | 21    | 13    |
| 2018-2019             | Ajax Amsterdam        | Eredivisie            | 12          | 1           | 2           | 5                     | 3                     | 1                     | C1                             | 3                              | 0                              | 0                              | -                   | -                   | -                   | -                   | -     | -     | -     | 20    | 4     | 3     |
| 2019-2020             | Ajax Amsterdam        | Eredivisie            | 2           | 1           | 1           | -                     | -                     | -                     | C1                             | 1                              | 0                              | 0                              | -                   | -                   | -                   | -                   | -     | -     | -     | 3     | 1     | 1     |
| 2020-2021             | Ajax Amsterdam        | Eredivisie            | 22          | 5           | 5           | 2                     | 3                     | 0                     | C1                             | 5                              | 0                              | 0                              | -                   | -                   | -                   | -                   | -     | -     | -     | 29    | 8     | 5     |
| 2021-2022             | Ajax Amsterdam        | Eredivisie            | 2           | 0           | 0           | -                     | -                     | -                     | C1                             | -                              | -                              | -                              | -                   | -                   | -                   | -                   | -     | -     | -     | 2     | 0     | 0     |
| Sous-total            | Sous-total            | Sous-total            | 38          | 7           | 8           | 7                     | 6                     | 1                     | -                              | 9                              | 0                              | 0                              | -                   | -                   | -                   | -                   | -     | -     | -     | 54    | 13    | 9     |
| Total sur la carrière | Total sur la carrière | Total sur la carrière | 224         | 52          | 37          | 22                    | 12                    | 6                     | -                              | 34                             | 6                              | 5                              | -                   | 6                   | 1                   | 1                   | 6     | 0     | 2     | 292   | 71    | 51    |

## Palmarès

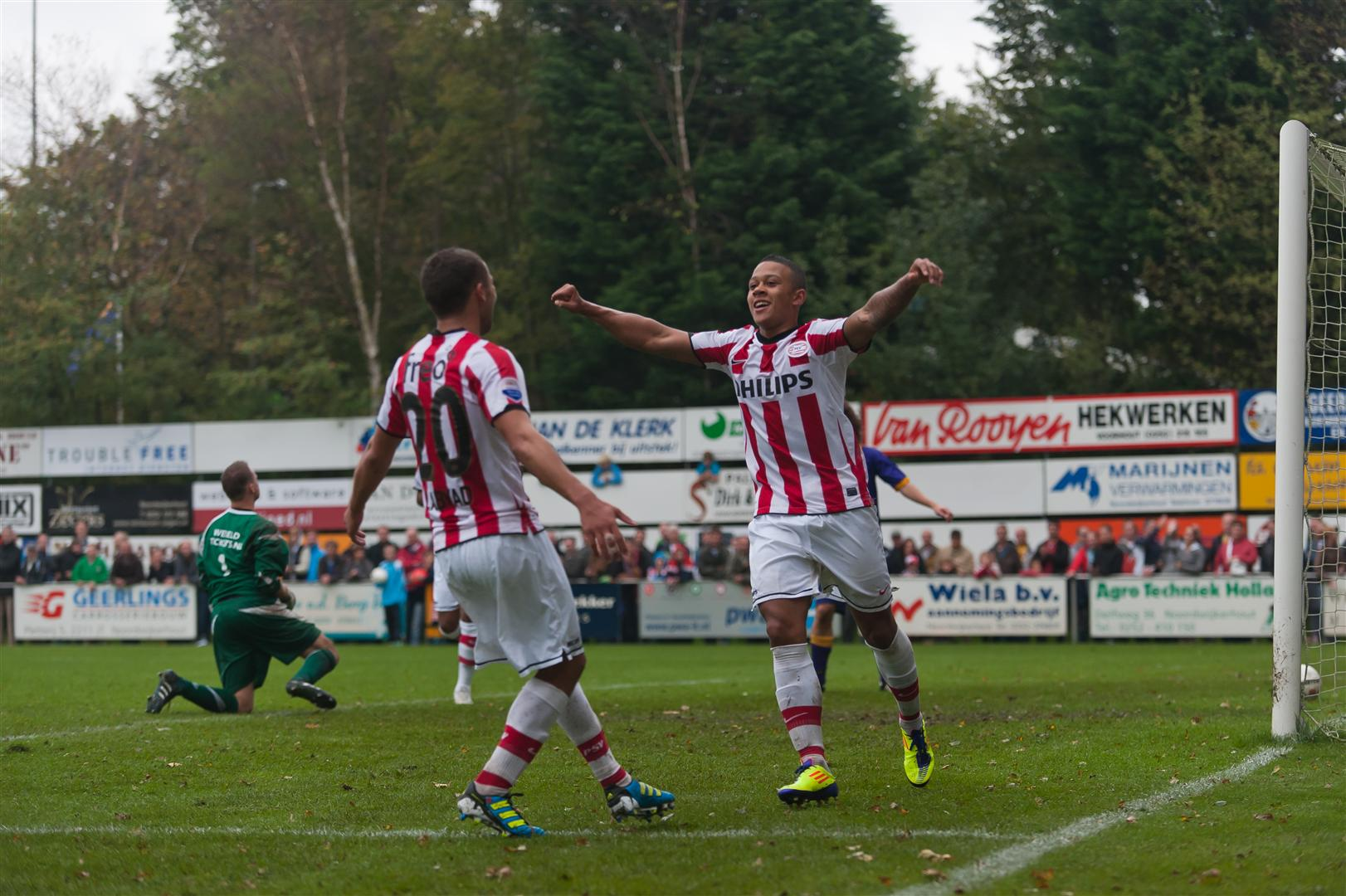
Labyad célébrant son but avec Memphis Depay en septembre 2011.

### En club
PSV Eindhoven
- Coupe des Pays-Bas
  - Vainqueur : 2012

 Ajax Amsterdam
- Eredivisie :
  - Champion : 2019, 2021 et 2022
- Coupe des Pays-Bas
  - Vainqueur : 2019, 2021
- Supercoupe des Pays-Bas :
  - Vainqueur : 2019

### Distinctions personnelles
- 2018 : Plus beau but de l'Eredivisie du mois de novembre[20]